# Estações de serviço da polícia chinesa no exterior

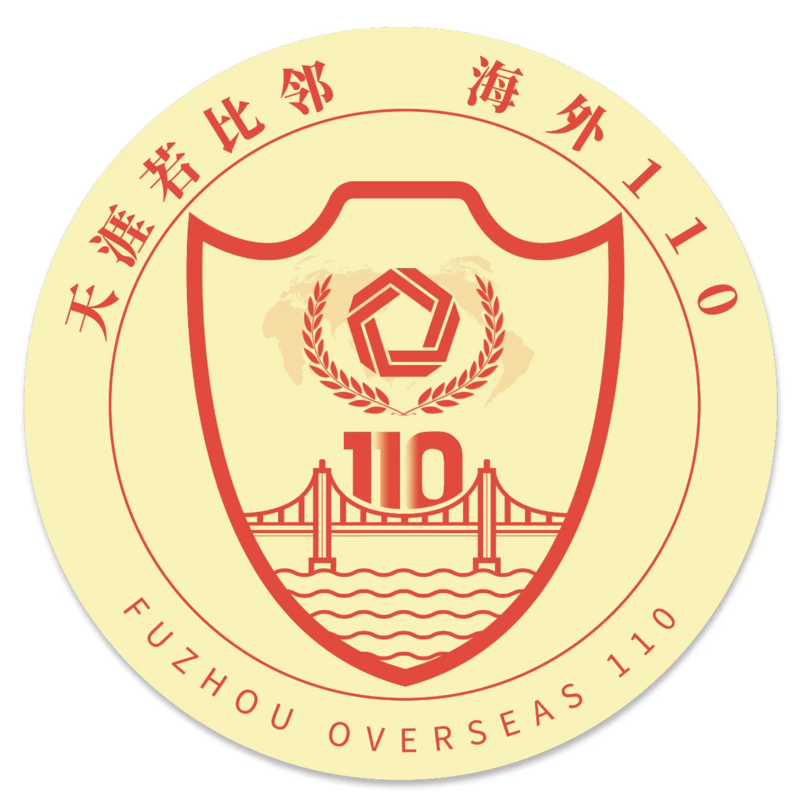
Emblema das operações policiais no exterior de Fuzhou

O termo "estação de serviço no exterior" e a frase associada "Overseas 110" ou "110 Overseas" (alusão ao número de emergência da polícia da China, 110) refere-se a vários escritórios extralegais estabelecidos pelo Ministério da Segurança Pública da China em outros países. O governo chinês alegou que eles foram estabelecidos para fornecer aos cidadãos chineses em países estrangeiros assistência burocrática, como renovação de documentos, e para combater o crime transnacional, como fraude online. No entanto, a controvérsia surgiu depois que o grupo de direitos humanos Safeguard Defenders alegou em 2022 que esses escritórios foram usados para intimidar dissidentes chineses e suspeitos de crimes no exterior para que retornassem à China, causando maior escrutínio e investigações das estações pelos governos dos países anfitriões.

## História
De acordo com o analista Matt Schrader, "estações de serviço chinesas no exterior" ('Centro de assistência chinês') foram estabelecidos pela primeira vez em 2014, com 45 centros em 39 países abertos até 2019. Esses centros eram formados principalmente por organizações de frente unida existentes e não tinham autoridade policial. Schrader afirmou ainda que os centros serviram a vários propósitos legítimos, apesar das críticas a eles, como ajudar vítimas de crimes a lidar com a polícia do país anfitrião e integrar novos imigrantes, mas apontou para a falta de transparência em torno da relação entre os centros e o governo chinês, particularmente pessoal do Departamento de Trabalho da Frente Unida e suas operações de influência política. 
No entanto, a ONG de direitos humanos Safeguard Defenders alegou em setembro de 2022 que eles também faziam parte de um programa para assediar e coagir indivíduos procurados pelo governo chinês, incluindo dissidentes, por meio de ameaças a suas famílias e a si próprios, de voltar à China para serem detidos.  A Safeguard Defenders afirmou que, entre abril de 2021 e julho de 2022, o governo chinês registrou 230.000 "suspeitos de fraude" que foram "persuadidos a retornar". Além disso, o grupo alegou que as estações violaram a soberania dos países anfitriões ao permitir que a polícia chinesa contornasse as regras e procedimentos de cooperação policial.   Por exemplo, Wang Jingyu, um dissidente que fugiu da China depois de ser alvo de postagens nas redes sociais e receber asilo na Holanda, alegou ter sido ameaçado e enviado mensagens de assédio pela estação de Rotterdam para fazê-lo retornar à China, com seus pais que permaneceram na China sendo alvo.   Um exemplo mais amplo foi um aviso emitido por uma estação no exterior operada pelo governo de Laiyang em Mianmar, que afirmava que os cidadãos chineses que estavam lá ilegalmente deveriam retornar à China ou "haveria consequências para seus entes queridos", como o cancelamento de seus benefícios estatais.  Um funcionário anônimo do Ministério das Relações Exteriores da China, em entrevista ao El Correo, afirmou que as emissoras usaram táticas de "persuasão" para convencer os procurados pelo governo a voltarem para a China, apontando as dificuldades de conseguir a extradição dos Estados europeus para China.  

### Reações
Em reação, alguns países, como Estados Unidos, Canadá, Reino Unido, Espanha, Portugal e Holanda anunciaram que iriam investigar as estações.    Os postos de serviço no exterior em Dublin receberam ordem de fechamento do Ministério das Relações Exteriores da Irlanda no final de outubro de 2022, embora um já tivesse interrompido as operações e retirado seu sinal antes, quando os procedimentos de renovação de identidade eletrônica foram introduzidos.   O Ministério das Relações Exteriores holandês também afirmou que, como o governo chinês não notificou o país sobre as estações por meios diplomáticos, elas estavam operando ilegalmente, com mais investigações a serem conduzidas sobre sua conduta.  Mais tarde, o ministro das Relações Exteriores Wopke Hoekstra ordenou o fechamento de ambos os escritórios.  Em novembro de 2022, o Canadá convocou o embaixador chinês Cong Peiwu e emitiu um aviso de "cessar e desistir" em relação às estações. 